# Лейси
Лейси (на английски: Lacey) е град в окръг Търстън, щата Вашингтон, САЩ. Лейси е с население от 39 250 жители (2008) и обща площ от 42,3 km². Намира се на 62 m надморска височина. Телефонният му код е 360.